# San Piero a Sieve
San Piero a Sieve är en ort och frazione i kommunen Scarperia e San Piero i provinsen Florens i regionen Toscana i Italien. 
San Piero a Sieve upphörde som kommun den 1 januari 2014 och bildade med den tidigare kommunen Scarperia den nya kommunen Scarperia e San Piero. Den tidigare kommunen hade 4 230 invånare (2013).